# Rhyssemus atramentarius
Rhyssemus atramentarius är en skalbaggsart som beskrevs av Louis Albert Péringuey 1901. Rhyssemus atramentarius ingår i släktet Rhyssemus och familjen Aphodiidae. Inga underarter finns listade i Catalogue of Life.